# Nico United SC
Der BCL Nico United Sporting Club, auch einfach nur Nico United genannt, ist ein 1978 gegründeter botswanischer Fußballverein aus der Stadt Selebi-Phikwe. Aktuell spielt der Verein in der höchsten Liga des Landes, der Botswana Premier League.

## Erfolge
- FA Challenge Cup: 1986, 1987
- Botswana First Division (North): 2021/22  ▲

## Stadion
Seine Heimspiele trägt der Verein im Selebi-Phikwe Stadium in Selebi-Phikwe aus. Das Stadion hat ein Fassungsvermögen von 9000 Personen.

## Saisonplatzierung
| Saison  | Liga                            | Level                                        | Teams                                        | Platz                                        |
| ------- | ------------------------------- | -------------------------------------------- | -------------------------------------------- | -------------------------------------------- |
| 2019/20 | Botswana First Division (North) | 2                                            | 12                                           | 2.                                           |
| 2020/21 | Botswana First Division (North) | Keine Austragung wegen der COVID-19-Pandemie | Keine Austragung wegen der COVID-19-Pandemie | Keine Austragung wegen der COVID-19-Pandemie |
| 2021/22 | Botswana First Division (North) | 2                                            | 12                                           | 1. ▲                                         |
| 2022/23 | Botswana Premier League         | 1                                            | 16                                           | 11.                                          |
| 2023/24 | Botswana Premier League         | 1                                            | 16                                           | 12.                                          |